# Tohoun
Tohoun est une ville du Togo. Située à quelques kilomètres de la frontière Togo - Bénin la ville de Tohoun est un territoire des Adja. Tohoun est le chef-lieu de la préfecture du Moyen Mono

## Religion
Les religions pratiquées par les habitants sont principalement l'animisme, le christianisme et l'Islam.

## Économie
L'économie de la population de Tohoun se base sur l'agriculture, la pêche et l'élevage traditionnel.

## Infrastructure
Entre 2017 et 2020, la route de Tohoun-notsé bénéficier de bitume.

## Education
Sur le plan éducatif des associations en relation avec les élèves et étudiants de la région de Tohoun organisent des ateliers d'échanges et d'excursions dans les différents régions et dans les forêts du Togo pour relancer le secteur éducatif.

## Lieux publics
- École secondaire

## Personnages connus
Houngnimon ou Houimon Têkpo grand prêtre et homme d'affaires du royaume de Tado, arrière-petit-fils de Kpohizoun (Roi de Tado déporté par la France au Gabon au début de l'an 1900) et de Gnakodjo chef de l'armée royale de Tado.
Il est né de Kpohizoun Tonado et de Gnakodjo Têkpo. Il a su garder les traditions ancestrales adja jusqu'à sa mort en 2008.